# Округ Макин (Пенсилванија)
Макин (енгл. McKean County) је округ у америчкој савезној држави Пенсилванија.

## Демографија
По попису из 2010. године број становника је 43.450, што је 2.486 (-5,4%) становника мање него 2000. године.
| Група             | 2000.          | 2010.          |
| Белци             | 44.078 (96,0%) | 41.039 (94,5%) |
| Афроамериканци    | 860 (1,9%)     | 1.046 (2,4%)   |
| Азијати           | 139 (0,3%)     | 193 (0,4%)     |
| Хиспаноамериканци | 485 (1,1%)     | 757 (1,7%)     |
| Укупно            | 45.936         | 43.450         |